# 索恩河畔圣桑福里安
索恩河畔圣桑福里安（法語：Saint-Symphorien-sur-Saône，法語發音：[sɛ̃ sɛ̃fɔʁjɛ̃ syʁ son]）是法国科多尔省的一个市镇，位于该省东南部，属于博讷区。

## 地理
索恩河畔圣桑福里安（47°6'9"N, 5°18'14"E）面积7.9 平方千米，位于法国勃艮第-弗朗什-孔泰大區科多尔省，该省份为法国中东部省份，北起奥布省，西接涅夫勒省和约讷省，南至索恩-卢瓦尔省，东南接汝拉省，东临上索恩省，东北部与上马恩省接壤。
与索恩河畔圣桑福里安接壤的市镇（或旧市镇、城区）包括：莱马伊、埃什农、索恩河畔拉佩里耶尔、洛讷、圣于萨日、萨姆雷、阿贝热芒拉龙斯、欧米尔。

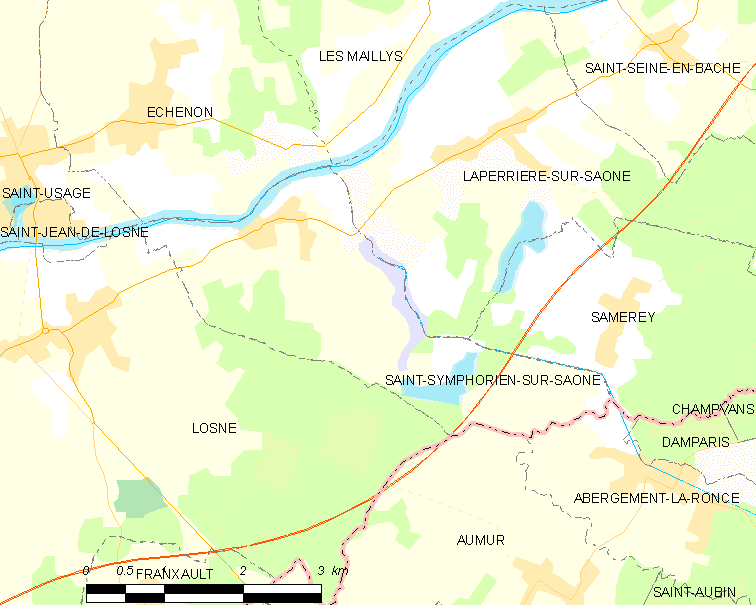
索恩河畔圣桑福里安的OSM定位图

索恩河畔圣桑福里安的时区为UTC+01:00、UTC+02:00（夏令时）。

## 行政
索恩河畔圣桑福里安的邮政编码为21170，INSEE市镇编码为21575。

## 政治
索恩河畔圣桑福里安所属的省级选区为布拉泽昂普莱讷县。

## 人口

1962-2008年间索恩河畔圣桑福里安人口变化图示

索恩河畔圣桑福里安于2022年1月1日时的人口数量为322人。